# Gongylanthus oniscoides
Gongylanthus oniscoides là một loài rêu tản trong họ Arnelliaceae. Loài này được (Spruce) Stephani miêu tả khoa học lần đầu tiên năm 1906.